# Duplek
Duplek (heette tot 1982 Vumpah; Duits: Täubling) is sinds 1994 een zelfstandige gemeente in Slovenië en ligt in het van steile hellingen voorziene Slovenske Gorice en grenst aan de Drava. Duplek grenst aan Maribor en Ptuj. Tijdens de volkstelling in 2002 werden in Duplek 5938 inwoners geteld. Naast (Spodnji en Zgornji) Duplek telt de gemeente volgende dorpen: Ciglence, Dvorjane, Vurberk, Zgornja Korena, Spodnja Korena, Jablance, Žikarce en Zimica.
In Vurberk staat de ruïne van een kasteel, dat voor het eerst in 1244 werd genoemd. Het gotische gebouw werd tijdens de Tweede Wereldoorlog gebombardeerd en na de oorlog werd een deel gesloopt. Naast het kasteel staat een laatbarok kerkje van Maria Hemelvaart.
De bouwstenen voor kasteel Vurberk werd uit de antieke steenbreuk in het nabijgelegen Spodnja Korena gehaald, waar al in de oudheid de bouwstenen voor Ptuj vandaan kwamen. De steenbreuk bleef tot in de Middeleeuwen in gebruik. De stenen werden Sint-Barbara-stenen genoemd, net als de 18e-eeuwse parochiekerk in (Zgornja) Korena.
Dvorjane staat de van oorsprong 15e-eeuwse Sint-Martinus-kerk, die in de 18e eeuw werd vernieuwd en daardoor een barok aanzien heeft.

## Plaatsen in de gemeente
Ciglence, Dvorjane, Jablance, Spodnja Korena, Spodnji Duplek, Vurberk, Zgornja Korena, Zgornji Duplek, Zimica, Žikarce
Benedikt · Cerkvenjak · Cirkulane · Destrnik · Dornava · Duplek · Gorišnica · Hajdina · Hoče-Slivnica · Juršinci · Kidričevo · Kungota · Lenart · Lovrenc na Pohorju · Majšperk · Makole · Maribor · Markovci · Miklavž na Dravskem polju · Oplotnica · Ormož · Pesnica · Podlehnik · Poljčane · Ptuj · Rače-Fram · Ruše · Selnica ob Dravi · Slovenska Bistrica · Središče ob Dravi · Starše · Sveta Ana · Sveta Trojica v Slovenskih goricah · Sveti Andraž v Slovenskih goricah · Sveti Jurij · Sveti Tomaž · Šentilj · Trnovska vas · Videm · Zavrč · Žetale
1. ↑  "Prebivalstvo po starosti in spolu, občine, Slovenija, polletno". Statistični urad Republike Slovenije. Geraadpleegd op 18 april 2021.